# James Martin Hayes
James Martin Hayes (ur. 27 maja 1924 w Halifax, zm. 2 sierpnia 2016) – kanadyjski duchowny katolicki, arcybiskup Halifax w latach 1967–1990.

## Życiorys
Święcenia kapłańskie otrzymał 15 czerwca 1947.
5 lutego 1965 papież Paweł VI mianował go biskupem pomocniczym Halifax ze stolicą tytularną Reperi. 20 kwietnia tego samego roku z rąk arcybiskupa Sergio Pignedoliego przyjął sakrę biskupią. 22 czerwca 1967 podniesiony do godności arcybiskupiej. 6 listopada 1990 ze względu na wiek na ręce papieża Jana Pawła II złożył rezygnację z zajmowanej funkcji.
Zmarł 2 sierpnia 2016.